# Sineugraphe melanospila
Sineugraphe melanospila är en fjärilsart som beskrevs av Charles Boursin 1954. Sineugraphe melanospila ingår i släktet Sineugraphe och familjen nattflyn. Inga underarter finns listade i Catalogue of Life.